# Campionat del món de ciclisme en pista de 1979
El Campionat Mundial de Ciclisme en Pista de 1979 es va celebrar a Amsterdam (Països Baixos) del 28 d'agost al 2 de setembre de 1979.
Les competicions es van celebrar al Velòdrom d'Amsterdam. En total es va competir en 12 disciplines, 10 de masculines i 2 de femenines.

## Resultats

### Masculí

#### Professional
| Prova                 | Or                                 | Argent                     | Bronze                            |
| Velocitat individual  | Koichi Nakano · Japó               | Dieter Berkmann · RFA      | Michel Vaarten · Bèlgica          |
| Persecució individual | Bert Oosterbosch · Països Baixos · | Francesco Moser · Itàlia · | Herman Ponsteen · Països Baixos · |
| Darrere moto          | Martin Venix · Països Baixos       | Wilfried Peffgen · RFA     | Cees Stam · Països Baixos         |

#### Amateur
| Prova                     | Or                                                                  | Argent                                                                                | Bronze                                                                                 |
| Velocitat individual      | Lutz Hesslich · RDA                                                 | Emanuel Raasch · RDA                                                                  | Christian Dresscher · RDA                                                              |
| Persecució individual     | Nikolaï Makarov · Unió Soviètica                                    | Maurizio Bidinost · Itàlia                                                            | Alain Bondue · França                                                                  |
| Persecució per equips     | RDA · Lutz Haueisen · Gerald Mortag · Axel Grosser · Volker Winkler | Unió Soviètica · Viktor Manakov · Vassili Ehrlich · Vladimir Osokin · Vitali Petrakov | Itàlia · Maurizio Bidinost · Pierangelo Bincoletto · Silvestro Milani · Sandro Callari |
| Quilòmetre contrarellotge | Lothar Thoms · RDA ·                                                | Gordon Singleton · Canadà ·                                                           | Eduard Rapp · Unió Soviètica ·                                                         |
| Cursa per punts           | Igor Sláma · Txecoslovàquia ·                                       | Pierangelo Bincoletto · Itàlia ·                                                      | Urs Freuler · Suïssa ·                                                                 |
| Tàndem                    | França · Yavé Cahard · Franck Depine                                | RFA · Dieter Giebken · Hans-Peter Reimann                                             | Txecoslovàquia · Vladimír Vačkář · Miloslav Vymazal                                    |
| Darrere moto              | Mattheus Pronk · Països Baixos                                      | Guido Van Meel · Bèlgica                                                              | Gaby Minneboo · Països Baixos                                                          |

### Femení
| Prova                 | Or                                     | Argent                              | Bronze                    |
| Velocitat individual  | Galina Tsareva · Unió Soviètica        | Truus van der Plaat · Països Baixos | Sue Novara · Estats Units |
| Persecució individual | Keetie van Oosten-Hage · Països Baixos | Anna Riemersma · Països Baixos      | Luigina Bissoli · Itàlia  |

## Medaller
| Pos. | País           | Or | Plata | Bronze | Total |
| 1    | Països Baixos  | 4  | 2     | 3      | 9     |
| 2    | RDA            | 3  | 1     | 1      | 5     |
| 3    | Unió Soviètica | 2  | 1     | 1      | 4     |
| 4    | Txecoslovàquia | 1  | 0     | 1      | 2     |
| -    | França         | 1  | 0     | 1      | 2     |
| 6    | Japó           | 1  | 0     | 0      | 1     |
| 7    | Itàlia         | 0  | 3     | 2      | 5     |
| 8    | RFA            | 0  | 3     | 0      | 3     |
| 9    | Bèlgica        | 0  | 1     | 1      | 2     |
| 10   | Canadà         | 0  | 1     | 0      | 1     |
| 11   | Suïssa         | 0  | 0     | 1      | 1     |
| -    | Estats Units   | 0  | 0     | 1      | 1     |